# Rauhaugit
Rauhaugit ist ein zur Gesteinsgruppe der Karbonatite gehörendes magmatisches Gestein. Zusammen mit Beforsit gehört es zu den Dolomitkarbonatiten, da sein modaler Mineralbestand von Dolomit dominiert wird.

## Etymologie und Typlokalität
Der Gesteinsname Rauhaugit stammt von seiner Typlokalität, der im Fen-Komplex gelegenen Ortschaft Rauhaug (Telemark, Norwegen).

## Erstbeschreibung
Rauhaugit wurde zum ersten Mal im Jahr 1921 von Waldemar Christofer Brøgger wissenschaftlich beschrieben.

## Äußeres Auftreten
Rauhaugite sind sehr helle bis weiße Gesteine, die hellbraun verwittern.

## Mineralogie
Hauptmineral in Rauhaugit ist definitionsgemäß Dolomit, das mit mehr als 50 Volumenprozent vertreten ist. Zu Dolomit, der gelegentlich eisenreich ausgebildet  ist, kann sich auch Ankerit oder dolomitischer Ankerit gesellen. Weitere Karbonate sind  Calcit, Magnesit, Siderit und Magnesium-reicher Siderit. Als Begleitminerale fungieren Chlorit (als Alterationsmineral), Biotit, Quarz, Apatit und Baryt. Akzessorien sind Pyrochlor (auch Uran-reich), Columbit, Monazit, Zirkon, Phlogopit, Amphibol (beispielsweise Magnesium-reicher Arfvedsonit) und Niacolit.

## Petrologie
Rauhaugit kann als etwas feinkörnigere Ganggesteinsversion von Beforsit angesehen werden. Dennoch bildet auch er grobkörnige bis sehr grobkörnige, monomineralische Kumulatstrukturen. Daneben kann er Porphyrtextur ausbilden – mit teils sehr großen Porphyroklasten, die bis zu 50 Millimeter erreichen können. Ferner zeigt er Mischgefüge mit Silikatmineralen.
Durch ihren hohen Magnesiumgehalt (bis zu 18,8 Gewichtsprozent MgO) repräsentieren Rauhaugite primitive Karbonatitschmelzen, die mehr oder weniger unverändert direkt aus dem Erdmantel stammen.
Die Entstehung von Rauhaugit wurde  auch als unmischbare Schmelzfraktion eines Damkjernit-Magmas (Lamprophyr-Varietät) gedeutet.
Tektonisch beanspruchte Rauhaugite können unter dem Polarisationsmikroskop verbogene Zwillingslamellen und undulöse Auslöschung der Karbonatminerale offenbaren.

## Vorkommen
- Angola:
  - Bonga (Benguela)
- Australien:
  - Mount Weld, Western Australia – 2060 Millionen Jahre BP
- Volksrepublik China:
  - Bayan Obo
- Grönland:
  - Safartoq[2]
- Kanada:
  - British Columbia:
    - Aley

  - Ontario:
    - Firesand River bei Wawa
- Indien:
  - Newania, Rajasthan – Proterozoikum[3]
- Norwegen:
  - Fen-Komplex in Telemark (Typlokalität)
- Sambia:
  - Nkombwa Hill
- Zaire:
  - Kirumba, Kivu